# Ranapa
Ranapa là một chi bướm đêm thuộc phân họ Tortricinae của họ Tortricidae.

## Các loài
- Ranapa paranana Razowski & Becker, 2000